# Charles-Jules d'Amboise
Charles-Jules d'Amboise (né en 1647, décédé en 1687), seigneur du Plessis-Bourot, du Clos Lucé, de La Touche d'Artigny, de Mauny, de la Menaudière, et de Neuillé-le-Lierre est un militaire français du XVIIe siècle, colonel du régiment de Touraine.

## Biographie

### Famille

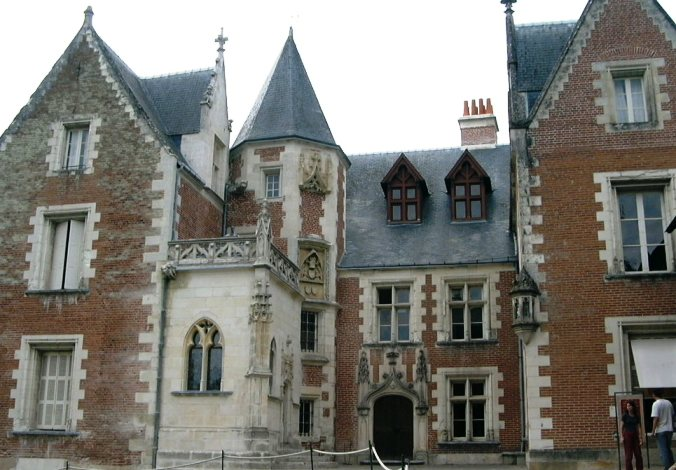
Manoir du Clos Lucé à Amboise

Il est le fils d'Antoine d'Amboise et d'Anne de la Hillièreet et nait en 1647 à Turin, en Italie, où son père était gouverneur de la citadelle. Il a pour parrain, le cardinal de Mazarin et pour marraine, Madame royale, duchesse de Savoie.
André Borel d'Hauterive écrit que le chirurgien Jean d'Amboise, premier auteur connu de sa famille, né à Douai vers 1514, naturalisé français par lettres du 29 janvier 1566 serait issu de Michel d'Amboise, fils naturel du maréchal d'Amboise, mais la plupart des généalogistes (Louis Moréri, le père Anselme, Charles d'Hozier, La Chenaye-Desbois, Gustave Chaix d'Est-Ange etc.) considèrent la maison d'Amboise éteinte définitivement en 1656 avec François-Jacques d'Amboise, comte d’Aubijoux qui mourut le 9 novembre 1656 dernier de son nom et de sa maison.
Charles d'Hozier, juge d'armes de France conteste cette filiation et écrit : On suppose dans un petit livre intitulé "Index funereus Chirurgorum Parisiensium ab anno 1315 ad annum 1714" imprimé à Trévoux chez Estienne Ganeau en 1714 que François, Adrien, et Jacques d’Amboise, fils de Jean étaient sortis de l’illustre maison d’Amboise et c’est sur cette fausse supposition que celui qui reste aujourd’hui le seul de la postérité de François d’Amboise usurpe les armes pleines de cette puissante maison. Lorsque feu M. Bayle commença à travailler son "Dictionnaire Historique", s’il m’avait consulté, il aurait traité plus exactement et plus sûrement qu’il ne l’a fait beaucoup de faits généalogiques qu’il a avancés dans son ouvrage et qu’on n’a pas rectifiés depuis et qui resteront contre la vérité dans toutes les éditions que l’on fera de cet excellent livre.
Gustave Chaix d'Est-Ange écrit sur sa famille : On considère généralement comme ayant été fils naturel du maréchal d’Amboise un certain Michel d’Amboise né à Naples qui fut amené en France tout enfant en 1524, devint un poète fort distingué et finit par mourir dans la misère sans laisser de postérité. L’ancienne maison d’Amboise est donc complètement éteinte. La famille d’Amboise aujourd’hui existante descend de Jean d’Amboise né à Douai en Flandre dont on a voulu plus tard faire un fils de Michel d’Amboise Ce personnage fut chirurgien du roi (...) Charles Jules d’Amboise fut maintenu dans sa noblesse en 1668 par jugement de Voisin de la Noiraye intendant de Tours. Dès cette époque cette famille d’Amboise avait cherché à se greffer sur celle des anciens seigneurs d’Amboise et en avait adopté les armoiries..
Charles-Jules d'Amboise épouse, le 22 septembre 1672, Charlotte de Gast. Il meurt le 28 février 1687 et est inhumé dans l'église des Cordeliers, à Amboise.

### Carrière militaire
Capitaine au régiment du prince de Hombourg, il fut colonel du régiment de Touraine renommé régiment d'Amboise de 1653 à 1654.

### Sources
- Pierre Bayle "Dictionnaire historique et critique, 11e édition 1820, page 492 et 493 : Lettres de chevalerie de juillet 1589 pour François d'Amboise où est mentionné son père mais qui ne mentionnent nullement un lien avec la maison d'Amboise. Contestation par Chérin d'un lien entre la famille d'Amboise et la maison d'Amboise
- A-F-J Borel d'Hauterive "Annuaire de la noblesse de France et des maisons souveraines", 1856, page 173
- Gustave Chaix d'Est-Ange, Dictionnaire des familles françaises anciennes ou notables à la fin du XIXe siècle, Volume 1, page 167  : Famille d'Amboise
- Louis Moreri "Le grand Dictionaire historique..." 1694, page 140 : article d’Amboise
- Père Anselme de Sainte-Marie "Histoire généalogique et chronologique de la maison royale de France..." 1733, volume 7, page 119 à 129 : Généalogie de la maison d’Amboise.